# Sunflower 11
Le Sunflower 11 (さんふらわあ11, Sanfurawā 11) est un ferry ayant appartenu à la compagnie japonaise Nippon Kosoku Ferry. Construit entre 1973 et 1974 aux chantiers Kurushima Dockyard d'Onishi, il est à l'époque le plus grand et le plus luxueux ferry naviguant au Japon. Mis en service en octobre 1974 sur les liaisons reliant Ōsaka à Kagoshima, au sud de l'île de Kyūshū, ses débuts seront toutefois marqués par des difficultés en raison notamment des conséquences de la crise pétrolière de 1973. Maintenu en service malgré la situation défavorable de son propriétaire, il est ensuite transféré en 1990 au sein de la nouvelle compagnie Blue Highway Line à la suite de la fusion de Nippon Kosoku Ferry avec Nippon Enkai Ferry, filiale de l'armateur Mitsui O.S.K. Lines. Rebaptisé Sunflower Satsuma (さんふらわあ さつま, Sanfurawā Satsuma), il reste exploité sous les couleurs de Blue Highway Line jusqu'en 1993. Revendu cette année-là à l'armateur philippin Sulpicio Lines, il est renommé Princess of the Orient et affecté entre Manille et Cebu dans la région des Visayas centrales. Sa carrière prend fin de manière tragique le 18 septembre 1998 lorsqu'il fait naufrage au large de Batangas après avoir croisé la route du typhon Vicki, provoquant la mort d'environ 150 personnes.

## Histoire

### Origines et construction
Au début des années 1970, la jeune compagnie Nippon Kosoku Ferry, filiale de l'armateur Terukuni Yusen, bénéfice d'une importante notoriété sur les liaisons reliant les îles d'Honshū, Shikoku et Kyūshū. Depuis l'ouverture en 1972 du premier itinéraire entre Nagoya, Kōchi et Kagoshima à l'aide des navires Sunflower et Sunflower 2, la compagnie au tournesol poursuit son développement en alignant en 1973 une seconde paire de navire entre Tokyo, Nachikatsuura et Kōchi. Toujours dans l'optique d'étoffer son offre, Nippon Kosoku Ferry envisage l'ouverture d'une liaison qui relirait Ōsaka à Kagoshima. Encouragée par une demande croissante, la compagnie commande alors un cinquième car-ferry destiné à assurer cette nouvelle desserte.
Commandée au constructeur Kurushima Dockyard qui s'était précédemment occupé des jumeaux Sunflower 5 et Sunflower 8, la future unité, baptisée Sunflower 11, arbore cependant une conception radicalement différente de celle de ses aînés. Par rapport aux quatre premiers, le nouveau navire affiche des dimensions bien plus imposantes avec une longueur de 195 mètres, soit dix mètres de plus que ses prédécesseurs. Mais la plus grosse différence réside dans son apparence, arborant des formes arrondies, une étrave élancée ainsi que deux cheminées circulaires conférant au Sunflower 11 une ligne beaucoup plus élégante, proche de celle d'un yacht ou d'un navire de croisière. Prévu pour embarquer environ 1 200 passagers, ceux-ci sont transportés dans les meilleures conditions possibles grâce au soin apporté dans la qualité des locaux. Les voyageurs pourront ainsi profiter de tout le confort moderne avec plusieurs salons, des espaces de restauration, de nombreux ponts extérieurs ainsi que de spacieuses cabines en 1re classe. En plus du millier de passagers, le navire pourra embarquer au sein de son garage environ 190 véhicules ainsi que 80 unités de fret. Enfin, sur le plan technique, le Sunflower 11 est équipé d'un appareil propulsif lui permettant d'atteindre des vitesses élevées de l'ordre de 25 nœuds ainsi que des dernières technologies de l'industrie navale avec notamment deux stabilisateurs à ailerons mais aussi des propulseurs à l'avant et à l'arrière afin de faciliter les manœuvres d'appareillage et d'accostage.
Mis sur cale à Onishi, près d'Imabari, le 4 décembre 1973, le navire est lancé le 23 avril 1974. Après quatre mois et demi de finitions, il est livré à Nippon Kosoku Ferry le 9 septembre. À l'instar des autres navires de la flotte, le Sunflower 11 arbore sur sa coque la fameuse livrée Sunflower caractérisée par un grand tournesol orange peint sur ses flancs. De par la qualité de ses aménagement et la sophistication de ses caractéristiques techniques, le coût total de sa construction s'élève à plus de 6 milliards de yens.

### Service

#### Sunflower (1974-1993)
Le Sunflower 11 commence son exploitation commerciale le 1er octobre 1974 entre Ōsaka et Kagoshima. Il est alors le ferry le plus luxueux naviguant dans l'archipel mais également l'un des plus rapides grâce à sa vitesse commerciale de 25 nœuds.
Malgré un succès relatif, les débuts de la carrière du navire sont toutefois difficiles. Sa mise en service intervient en effet après le choc pétrolier de 1973 provoquant alors, en plus de la hausse astronomique du prix du carburant, une baisse très importante du nombre de passagers sur les lignes de Nippon Kosoku Ferry. Fragilisée par la crise et la faillite de sa maison mère Terukuni Yusen, la compagnie cède en septembre 1975 une partie de ses actifs à Kurushima Dock, société propriétaire des chantiers de construction du Sunflower 11. Le navire devient alors la propriété du groupe industriel qui l'affrète à Nippon Kosoku. En mai 1976, Kurushima Dock deviendra actionnaire de la compagnie.
À partir de février 1977, le navire effectue une escale à Shibushi, non loin de Kagoshima. À partir des années 1980, le nombre de passagers repart de nouveau à la hausse, ce qui permet d'aligner un second navire en renfort du Sunflower 11. Ainsi, à compter d'août 1981, le navire navigue de concert avec le Sunflower 5. Cette même année, à l'issue de la saison d'été au mois de septembre, il bénéficie de quelques modifications consistant notamment en l'ajout d'une nouvelle section du garage sur le pont 5. Afin de correspondre à la tendance du marché, sa capacité d'emport est légèrement revue à la baisse.
À la fin des années 1980, Kurushima Dock, en difficulté financières, négocie la vente des activités de Nippon Kosoku Ferry à l'armateur Mitsui O.S.K. Lines (MOL). Lorsque le rachat est finalisé en 1990, le groupe MOL organise la fusion entre Nippon Kosoku et la compagnie Nippon Enkai Ferry qui aboutit à la création de Blue Highway Line. Les flottes des deux armateurs sont alors transférée au sein de cette nouvelle entité qui adopte la livrée Sunflower de Nippon Kosoku Ferry comme emblème. À cette occasion, le Sunflower 11, à l'instar des autres navires, voit son nom modifié et est rebaptisé Sunflower Satsuma.
Dès sa création, Blue Highway Line investit dans le renouvellement de sa flotte vieillissante. En raison de sa configuration trop éloignée de celle des autres navires et beaucoup moins adaptée à la tendance actuelle du trafic, il est décidé que le Sunflower Satsuma fera partie des premiers à quitter la flotte. Remplacé en mars 1993 par le nouveau Sunflower Satsuma, le navire est vendu à la compagnie philippine Sulpicio Lines.

#### Sulpicio Lines (1993-1998)
Réceptionné par son nouveau propriétaire, le navire est rebaptisé Princess of the Orient. Après avoir rejoint les Philippines, il bénéfice de quelques travaux afin d'être adapté à sa future affectation. Outre la mise aux couleurs de Sulpicio Lines, le navire voit ses superstructures légèrement modifiée avec la couverture de la promenade extérieure sur le pont 7 et l'ajout de nouveaux espaces à l'arrière. En raison de l'augmentation drastique de sa capacité d'emport, portée à 3 994 passagers, le garage supérieur du pont 4 est converti en dortoir pour la classe économique.
À la suite de ces travaux, le Princess of the Orient est mis en service dans le courant de l'année 1993 entre Manille et Cebu. À cette époque, il est le plus grand navire à passager naviguant aux Philippines. Par la suite durant son service, des escaliers destinés à l'embarquement des passagers piétons seront soudés sur ses flancs.
En décembre 1997, alors que le navire est approvisionné en combustible à Manille, un incendie se déclare dans la salle des machines. Si le feu parvient à être maitrisé grâce à l'intervention des pompiers, les dégâts subit par le car-ferry nécessitent cependant d'importantes réparations. Remis en état à Singapour, il reprend son service peu de temps après. À la suite de cet évènement, le Princess of the Orient accusera en permanence une légère gîte sur bâbord. Bien que sa cause soit indéterminée, des rumeurs feront état d'une défaillance des stabilisateurs, endommagés par l'incendie.

### Naufrage
Le 18 septembre 1998, les Philippines sont alors touchées par le typhon Vicki, une tempête tropicale habituelle à cette période de l'année. Annoncé comme étant de faible intensité, il ne représente, à priori, aucune menace pour le trafic maritime. Devant appareiller à 20h pour une traversée nocturne vers Cebu, le Princess of the Orient reste à quai deux heures de plus après que le commandant ait décidé d'attendre que le typhon faiblisse. À 22h, le navire quitte le port de Manille avec à son bord 388 passagers et 102 membres d'équipage,. Conforté par les prévisions de l'agence météorologique PAGASA, le commandant ignore toutefois que la tempête est en réalité plus intense que prévu avec des rafales soufflant à plus de 160 km/h. Malmené par les vagues, le navire accuse au fur et à mesure une forte gîte sur bâbord. À minuit, alors qu'il se trouve au large de l'île de la Fortune, le Princess of the Orient, déstabilisé, se couche sur son flanc bâbord. Si la raison du chavirement n'est pas officiellement établie, elle serait vraisemblablement due à un ripage de cargaison. Le navire reste à flot jusqu'aux environs de 1h du matin avant de disparaître de la surface, laissant le temps à la plupart des passagers de s'échapper grâce aux radeaux de sauvetage. Les survivants seront repérés au lever du jour par des pêcheurs de la province de Cavite qui porteront secours à certains d'entre eux en attendant l'arrivée tardive des gardes-côtes. En raison de la présence supposée à bord de passagers clandestins, le nombre de morts est incertain mais oscillerait entre 95 et 150,. La plupart des victimes ont été piégées à l'intérieur du navire lorsque celui-ci a chaviré tandis que d'autres se sont noyées en raison de la violence des vagues.
L'épave du Princess of the Orient repose actuellement au large de l'île de la Fortune par 122 mètres de fond, couchée sur son flanc bâbord. Dans les années 2000, le britannique John Bennett sera le premier à plonger sur l'épave et à la photographier.

## Aménagements
Le Sunflower 11 possédait 10 ponts. Les locaux passagers occupaient les ponts 5, 6 et 7 tandis que l'équipage logeait à l'avant du navire sur les ponts 2, 3 et 4. Les ponts 2 et 4 abritent quant à eux les garages.

### Locaux communs
Le Sunflower 11 proposait à ses passagers des aménagements dotés d'un confort supérieur à la plupart des ferries japonais. Parmi ces installations se trouvait deux salons nommés Kinko et Sunset sur le pont 7 et le restaurant Sunflower ainsi que le snack Eleven sur le pont 6. Le navire était aussi équipé d'une boutique, de salles de jeux ainsi que de bains publics traditionnels (sentō)
Lorsque le navire est acquis par Sulpicio Lines, le navire est divisé en plusieurs classes, impliquant de ce fait plusieurs changements comme la création de locaux pour la classe Économique.

### Cabines
Les passagers du Sunflower 11 étaient logés au sein de différents types de cabines offrant des prestations variables et situées sur les ponts 7, 6 et 5, majoritairement vers l'avant du navire. Il y avait à bord deux appartements de luxe, 14 cabines spéciales, 12 cabines de 1re classe, 15 cabines de 2de classe, 8 cabines collectives séparées en compartiments individuels et 14 dortoirs.
Sous pavillon philippin, les passagers étaient séparés entre la 1re classe, la classe Touriste et la classe Économique. Pour cette dernière, des dortoirs avaient été aménagés à la place du pont garage supérieur.

## Caractéristiques techniques
Le Sunflower 11 mesurait 195,81 mètres de long pour 25 mètres de large, son tonnage était à l'origine de 13 598 UMS avant d'être légèrement abaissé en 1981 à 13 575 UMS puis enfin être porté à 13 734 UMS en 1993. Il pouvait à l'origine embarquer 1 218 passagers, 191 véhicules et 84 remorques dans son garage accessible par deux portes rampe latérales arrières. La capacité sera réduite à 1 074 passagers et 169 véhicules en 1981 puis à 3 994 passagers en 1993. La propulsion du Sunflower 11 était assurée par deux moteurs diesel Kawasaki-MAN V9V52/55 développant une puissance de 36 000 chevaux entrainant deux hélices à pas variables faisant filer le bâtiment à une vitesse de 25 nœuds. Il était aussi doté d'un propulseur d'étrave, d'un propulseur arrière ainsi que d'un stabilisateur anti-roulis. Les dispositifs de sécurité étaient essentiellement composés de radeaux de sauvetage mais aussi d'une embarcation semi-rigide de secours.

## Lignes desservies
Sous les couleurs de Sunflower, le Sunflower 11 effectuait la liaison de nuit entre Ōsaka et Kagoshima au sud de l'île de Kyūshū. À partir de 1977, une escale est aussi réalisée à Shibushi. Au cours des années 1980, le navire délaissera progressivement le port de Kagoshima au profit de celui de Shibushi, tout d'abord en ne le desservant plus qu'en saison estivale à partir de 1991.
Pour la compagnie Sulpicio Lines, le Princess of the Orient naviguait dans l'archipel philippin et reliait les régions de Manille et des Visayas centrales sur l'axe Manille - Cebu.